# 小行星2401
小行星2401（2401 Aehlita）是一颗绕太阳运转的小行星，为主小行星带小行星。该小行星于1975年11月2日发现。
該小行星以蘇聯作家亞歷克賽·托爾斯泰的小說《艾麗塔》的登場人物艾麗塔（Aelita）命名。

## 轨道参数
小行星2401的轨道半长轴为2.7694660 UA，离心率为0.059。